# Сан Зено Навиљо
Сан Зено Навиљо је насеље у Италији у округу Бреша, региону Ломбардија.
Према процени из 2011. у насељу је живело 4490 становника. Насеље се налази на надморској висини од 109 м.

## Становништво
Према резултатима пописа становништва 2011. у општини је живело 4.601 становника.
| 1951. | 1961. | 1971. | 1981. | 1991. | 2001. | 2011. |
| ----- | ----- | ----- | ----- | ----- | ----- | ----- |
| 2.537 | 2.332 | 2.477 | 3.118 | 3.100 | 3.447 | 4.601 |